# Supercoppa del Giappone 2013
La Supercoppa del Giappone 2013 si è disputata il 23 febbraio 2013 allo Stadio Olimpico di Tokyo e ha visto sfidarsi il Sanfrecce Hiroshima, vincitore della J. League Division 1 2012 e il Kashiwa Reysol, vincitore della Coppa dell'Imperatore 2012.
A conquistare il trofeo è stato il Sanfrecce Hiroshima, che è riuscito a ottenere la vittoria nel secondo conquistando il trofeo per la terza volta nella sua storia.
L'arbitro dell'incontro è stato il signor Minoru Tōjō.

## Tabellino
| Arbitro: | Minoru Tōjō |

|          |           |  |
| Satō 29’ | Marcatori |  |

| Sanfrecce Hiroshima | Kashiwa Reysol |

| P               | 1  | Shūsaku Nishikawa |  |     |
| D               | 33 | Tsukasa Shiotani  |  |     |
| D               | 5  | Kazuhiko Chiba    |  |     |
| D               | 4  | Hiroki Mizumoto   |  |     |
| C               | 20 | Hironori Ishikawa |  | 74’ |
| C               | 6  | Toshihiro Aoyama  |  | 57’ |
| C               | 8  | Kazuyuki Morisaki |  |     |
| C               | 27 | Kōhei Shimizu     |  |     |
| C               | 7  | Kōji Morisaki     |  |     |
| C               | 10 | Yōjirō Takahagi   |  |     |
| A               | 11 | Hisato Satō       |  | 60’ |
| A disposizione: |    |                   |  |     |
| P               | 13 | Takuya Masuda     |  |     |
| D               | 17 | Park Hyung-jin    |  |     |
| C               | 15 | Tomotaka Okamoto  |  |     |
| C               | 35 | Kōji Nakajima     |  |     |
| C               | 16 | Satoru Yamagishi  |  | 74’ |
| C               | 19 | Lee Dae-heon      |  |     |
| A               | 9  | Naoki Ishihara    |  | 60’ |
| Allenatore:     |    |                   |  |     |
| Hajime Moriyasu |    |                   |  |     |

|                   |    |                    |  |         |
|                   |    |                    |  |         |
| P                 | 21 | Takanori Sugeno    |  |         |
| D                 | 5  | Tatsuya Masushima  |  |         |
| D                 | 3  | Naoya Kondō        |  | 19’     |
| D                 | 4  | Daisuke Suzuki     |  |         |
| C                 | 27 | Kim Chang-soo      |  |         |
| C                 | 20 | Akimi Barada       |  | 58’     |
| C                 | 7  | Hidekazu Ōtani     |  |         |
| C                 | 15 | Jorge Wagner       |  |         |
| C                 | 10 | Leandro Domingues  |  | 64’ 79’ |
| A                 | 9  | Masato Kudō        |  |         |
| A                 | 11 | Cléo               |  | 79’     |
| A disposizione:   |    |                    |  |         |
| P                 | 1  | Kazushige Kirihata |  |         |
| D                 | 23 | Hirofumi Watanabe  |  |         |
| C                 | 30 | Ryōsuke Yamanaka   |  | 79’ 85’ |
| C                 | 28 | Ryōichi Kurisawa   |  | 58’     |
| C                 | 14 | Kenta Kanō         |  |         |
| C                 | 29 | Hiroyuki Taniguchi |  |         |
| A                 | 18 | Jun'ya Tanaka      |  | 79’     |
| Allenatore:       |    |                    |  |         |
| Nelsinho Baptista |    |                    |  |         |